# 제천 교리 방단적석유구
제천 교리 방단적석유구(堤川 校里 方壇積石遺構)는 충청북도 제천시 청풍면, 교리사지에 있는 고려시대의 석조물이다. 2000년 12월 22일 충청북도의 유형문화재 제203호로 지정되었다.

## 개요
1942년에 발간된 『朝鮮寶物古蹟調査資料』에는 사지와 탑에 관한 설명이 남아있다. 즉 ‘탑은 정련된 기와 형태로 얇게 잘려진 석편을 겹친 7층탑으로, 높이는 모두 2장 5척(약 7.5m)이다. 부근에는 와편이 흩어져있고 사지로 일컬어진다.’고 기록되었다. 또한 1960년에 보고된 글에 의하면 탑은 1935년 경까지만 해도 7층으로 완전하게 남아있었고, 마을주민들이 불공도 해왔던 곳이나 일제강점기 때 괴한들이 탑 내의 보물을 훔치려고 도괴하였다고 한다. 이후 1982년 보고서에는 마을주민(1982년 당시 70세)이 15세 되던 해 ‘탑골’에 간 일이 있었는데, 그때 5층 정도가 완전하게 남아있었으며 모퉁이에는 풍경
까지 달려있음을 보았다고 한다. 이와 같은 기록으로 볼 때 이 석탑은 교리사지와 연관된 불탑으로 보아야 하며, 1942년 경까지만 해도 5층 혹은 7층의 모습으로 남아있었을 것으로 추정된다.
모전석탑은 자연 암반 위에 남쪽(S-10°-W)을 바라보고 조성되었다. 석탑은 현재 기단부와 1층 탑신석의 일부만 남아있으며, 주변에 많은 양의 모전석탑재가 흩어져 있다. 기단은 단층기단으로 암반위에 수평을 맞춰 6~9단 정도로 쌓았다. 기단의 높이는 암반의 수평에 맞추었기 때문에 동면과 북동면이 70~80cm 정도이고, 남서면과 북서면이 105~120cm 정도로 상대적으로 높은 편이다. 기단부 길이는 4×4.3m 정도이다. 기단에 사용된 탑재는 돌을 60×25×14cm, 58×48×10cm, 30×30×8cm 정도 크기로 얇고 편평하게 다듬은 것이고, 탑재 사이에는 빈틈을 채우기 위한 잡석이 이용되었다.
기단 위에는 1단의 탑신괴임을 두고 1층 탑신을 축조하였다. 탑신괴임은 너비 2.25×2.35m이고, 높이는 14cm이다. 탑재는 기단부에 사용된 석재와 비슷하지만 모서리 부분의 석재가 상대적으로 큰 편이다. 1층 탑신은 탑신괴임에서 15cm 정도 들여쌓았으며, 크기는 195×202×90cm 정도이다. 탑재는 기단석과 유사한 크기로 치석되었고 현재 8단까지만 남아있다. 탑신 상부의 중앙에는
100×73cm 크기의 대석을 두고 주변에 장대석과 잡석을 채워 넣었다.
이 모전석탑은 규모의 차이가 있지만 조성위치와 모전석재의 치석방법 등이 《안동 대사동 모전석탑》(경상북도 문화재자료 제70호)과 유사하다. 또한 조성위치의 특징으로 볼 때 《영양 삼지동 모전석탑》(경상북도 유형문화재 제471호)과 《안동 옥산사지 전탑》, 《안동 개목사지 전탑》 등과도 유사점을 찾을 수 있다. 이처럼 사지의 가람배치에서 벗어나 능선 위나 암반 위에 세워진 모전석탑들은 강과 인접한 평지에 조성된 모전석탑(혹은 전탑)에 비해 규모가 작고, 대부분 고려시대에 세워진 것으로 알려져 있다. 따라서 이 모전석탑의 조성시기는 고려시대에 조성되었을 것으로 보이며, 사지에서 확인되는 기와편의 사용시기와 비교해 보았을 때 고려전기 경에 축조된 것으로 추정된다.

## 현지 안내문
금수산 아래의 거대한 암반 위에 축조되어 있으며, 북서쪽 50m 근방에 석축과 주초석이 남아 있어 사찰과 관련된 건물터로 생각된다. 이 방단석조물은 현재 2단으로 이루어져 있으나 원래의 모습은 전혀 알 수 없다. 하층은 네면의 폭이 4m 내외이며 높이는 1.2m 정도인데 화강암 판석을 9~10단 쌓았다. 상층 폭은 2m 내외, 높이는 0.8m 정도이며 7~8단 쌓았다.
축조에 사용된 석재는 110 x 25 x 12(높이) cm의 대형 석재가 있는가 하면 20 x 20 x 6(높이)cm의 작은 석재도 있어 크기가 일정치는 않으나 육면체를 기본으로 한 점은 동일하다. 상층과 하층 사이에는 높이 15cm 가량의 단(段)을 두었는데 이러한 모습은 불탑(佛塔)의 탑신 괴임을 연상케 한다.
따라서 이 방단석조물은 원래 사찰과 관련된 모전석탑(模塼石塔)이 아니었을까 추측되나 원형을 알 수 없어 단정짓기는 곤란하다. 축조시기 또한 알 수 없으나 사지(寺址)로 추정되는 근처의 건물터에서 수습되는 기와편이 고려시대의 것으로 알려지고 있어서 이 방단석조물 또한 고려시대에 축조된 것으로 보인다.

## 같이 보기
- 안동 대사동 모전석탑 (경상북도 문화재자료 제70호)
- 영양 삼지동 모전석탑 (경상북도 유형문화재 제471호)

## 참고 자료
- 제천 교리 방단적석유구 - 국가유산청 국가유산포털